# 1992年夏季残疾人奥林匹克运动会中国代表团
1992年夏季残疾人奥林匹克运动会中国代表团是中国派出的1992年夏季残疾人奥林匹克运动会代表团。获得16枚金牌、8枚银牌和7枚铜牌。